# Termometru

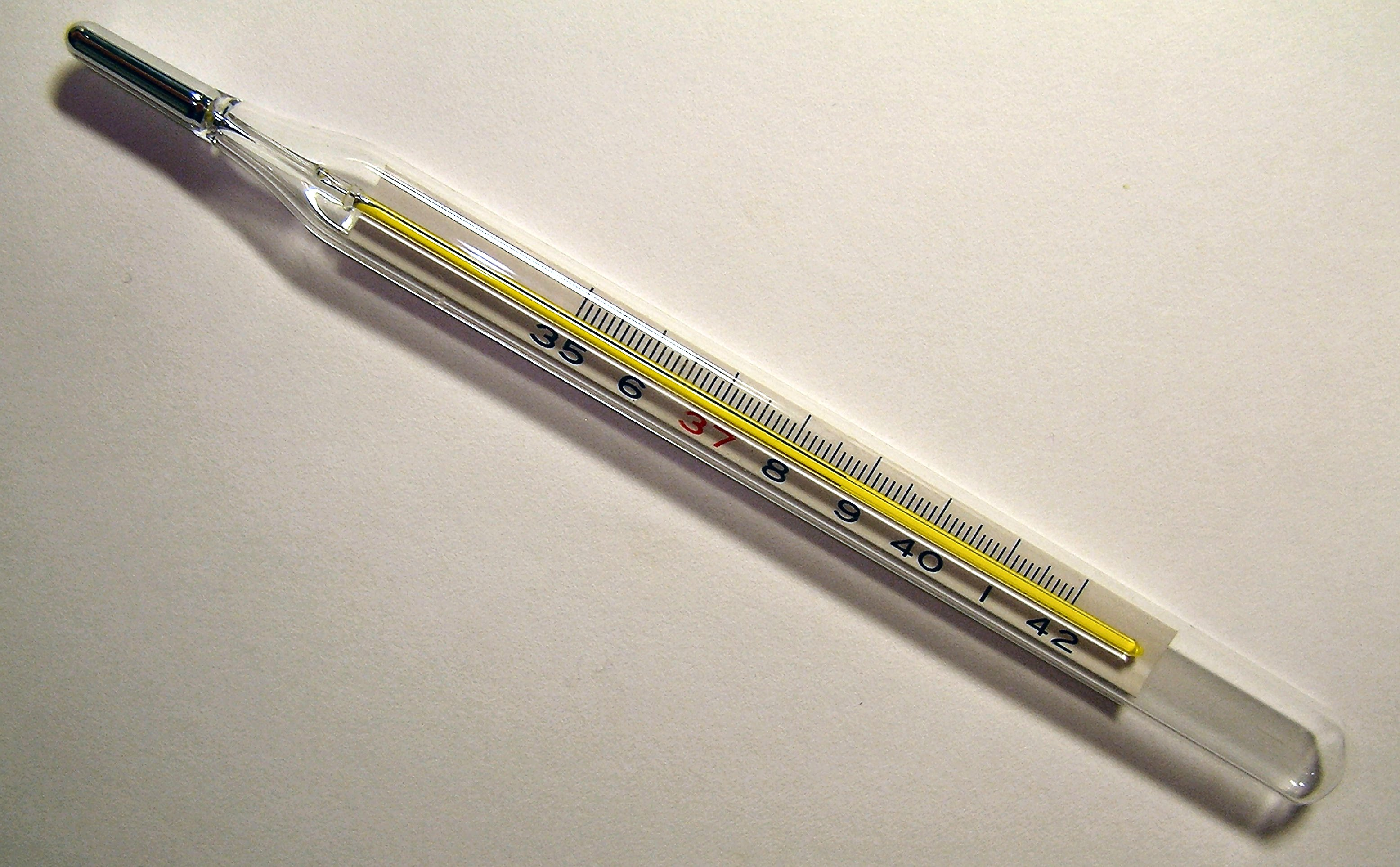
Termometru medical cu mercur

Termometrul este un dispozitiv de măsurare a temperaturii, cu aplicații în aproape toate domeniile de activitate practică.

## Clasificare
În funcție de principiul fizic care stă la baza funcționării lor termometrele se clasifică în:
- Termometre cu variație de volum: termometrele de sticlă cu lichid, termometrul cu gaz, etc.
- Termometre cu variație de presiune: termometrele manometrice.
- Termometre cu variație a rezistenței electrice: termometre cu rezistență electrică sau cu termistori.
- Termometre cu variație a tensiunii electromotoare: termometrele cu termocuplu.
- Termometre cu variație a energiei radiante: pirometre cu radiație.

Intervalele de temperaturi pentru care se fabrică termometre uzuale de diverse tipuri sunt următoarele:

### Termometre cu variație de volum
Principiul lor de funcționare se bazează pe variația volumului unui corp termodinamic cu temperatura.

#### Termometre de sticlă cu lichid
| Corpul termometric | Intervalul de temperatură | Intervalul de temperatură |
| Corpul termometric | de la                     | până la                   |
| ------------------ | ------------------------- | ------------------------- |
| Mercur             | -30 °C                    | +700 °C                   |
| Toluen             | -90 °C                    | +100 °C                   |
| Alcool etilic      | -100 °C                   | +75 °C                    |
| Eter de petrol     | -130 °C                   | +25 °C                    |
| Pentan             | -190 °C                   | +20 °C                    |

Funcționarea lor se bazează pe variația cu temperatura a lungimii unei coloane de lichid închis într-un tub capilar, ca efect al dilatării lichidului.
Corpurile termometrice uzuale pentru aceste tipuri de termometre sunt: mercurul, alcoolul etilic, toluenul, pentanul, eterul de petrol, etc. Global, aceste termometre pot măsura temperaturi cuprinse între -190 °C și +700 °C. Intervalul de temperatură pe care îl poate măsura un anumit termometru depinde însă de corpul termometric folosit.
Mercurul este cel mai răspândit corp termometric folosit la termometrele de sticlă cu lichid. 
Avantajele mercurului:
- este ușor de obținut în formă chimic pură
- nu udă sticla
- rămâne în stare lichidă într-un interval larg de temperatură (între -38,86 °C și +356,7 °C), la presiune atmosferică normală
- are un coeficient de dilatare termică ce variază foarte puțin în funcție de temperatură, scara termometrului rămânând aproape liniară până la +200 °C
- are o capacitate termică masică relativ mică, conferind astfel inerție mică termometrelor cu mercur.

Dezavantajele mercurului:
- are inerție termică mare, care îl face inadecvat pentru măsurători ale temperaturii în regim variabil;
- este toxic și are potențial de contaminare a mediului, în caz de spargere a termometrului. Unele țări din UE au interzis prin lege folosirea termometrelor de sticlă cu mercur pentru uz medical.

Pe lângă corpul termometric conținut, tubul capilar al termometrelor cu lichid poate fi vidat sau umplut cu un gaz inert (de ex. azot). La termometrele cu mercur ce măsoară temperaturi mai mici de +150 °C, tubul capilar este umplut cu un azot la presiune normală. La termometrele cu mercur ce măsoară temperaturi peste +150 °C, tubul capilar este umplut cu azot sub presiune, valoarea presiunii fiind în funcție de temperatura maximă pe care o măsoară termometrul (poate depăși 20 atm).
Termometrele cu lichid se folosesc în diverse domenii: în industrie, în laboratoare, în medicină etc. Forma și aspectul lor diferă în funcție de destinația de utilizare, dar toate prezintă anumite elemente constructive comune:
- Rezervorul cu lichid, de formă cilindrică sau sferică, ce conține lichidul termometric (mercur, toluen, alcool etilic sau alt corp termometric);
- Tubul capilar, aflat în continuarea rezervorului și confecționat din aceeași sticlă ca și acesta;
- Scala gradată, confecționată din sticlă mată și fixată în dreptul capilarului;
- Învelișul de sticlă ce protejează atât capilarul, cât și scala.

Precizia unui termometru este cea mai mică variație de temperatură pe care o poate măsura termometrul. În cazul termometrelor cu lichid, în funcție de construcție, precizia de măsurare variază între 0,01 °C și 1 °C.

### Termometre cu variație de presiune
Un termometru manometric sau termometru cu presiune de vapori este un termometru funcționând pe principiul variației presiunii vaporilor saturați ai unui lichid în funcție de temperatură.[1][2]
Un termometru manometric este format dintr-un rezervor ermetic introdus într-o teacă de protecție, umplut cu lichid volatil (senzorul), legat printr-un tub capilar de un manometru, de obicei cu tub Bourdon,[2] etalonat direct în grade Celsius.[1]
Domeniul de temperaturi pentru termometrele industriale este –40 ... 200 °C. Lichidele folosite în acest caz sunt: propan, freon, clorură de etil, eter etilic, benzen.[1]
Avantajul acestui tip de termometre este că presiunea vaporilor saturați  crește cu temperatura  conform formulei Clausius-Clapeyron:[2]
unde  este căldura masică de vaporizare a lichidului, iar  și  sunt volumele masice ale vaporilor, respectiv lichidului, toate la presiunea .
Această creștere este mult mai rapidă decât pentru un gaz, conform ecuației de stare a gazului ideal. Alt avantaj este că manometrul poate fi plasat destul de departe, până la zeci de metri de senzor. Dacă este cazul, manometrul poate fi prevăzut cu contacte electrice, instrumentul lucrând ca senzor în automatizări. Semnalul de presiune poate fi folosit la aparate înregistratoare.

### Termometre cu variație a rezistenței electrice
Se bazează pe variația cu temperatura a rezistenței electrice a unui conductor sau semiconductor. 

#### Termometrul cu rezistență
Termorezistențele fac parte din categoria elementelor sensibile parametrice necesită energie auxiliară în procesul de măsurare a rezistenței electrice astfel că adaptoarele destinate acestora sunt de tipul convertor rezistență cu semnal unificat de ieșire. Pentru realizarea adaptoarelor se au în vedere o serie de particularități: 
- variația redusă a rezistenței termorezistenței, în special pe domenii mici, ca și necesitățile impuse de precizia de măsurare, implică utilizarea de metode de punte în intrare, alimentate în c.c. și lucrând în regim echilibrat/dezechilibrat;
- distanța relativ ridicată între elementul sensibil și adaptor impune controlul riguros al rezistențelor de linie prin utilizarea în intrare, după caz, a conexiunii elementului sensibil cu 2, 3 sau 4 conductoare;
- neliniaritatea caracteristicii statice a elementului sensibil, ca și a punții de măsurare, în cazul punților lucrând în regim dezechilibrat, impune utilizarea de circuite de liniarizare în structura adaptorului;
- separarea galvanică a semnalului unificat de ieșire din adaptor în raport cu elementul sensibil și/sau cu sursele de alimentare, impusă de condițiile concrete în care se utilizează traductorul.

Punțile de măsurare utilizate la intrarea adaptoarelor sunt de regulă punți Wheastone rezistive alimentate în c.c., unul din brațe constituindu-l elementul sensibil; de asemenea tot în cadrul acestora sunt incluse anumite elemente de reglaj pentru echilibrarea inițială, deplasarea punctului de zero etc., iar în anumite situații, așa cum se va preciza în continuare, la cele lucrând în regim dezechilibrat se preferă structuri de punți modificate în vederea obținerii unei dependențe liniare cu variația elementului sensibil. 
Vom conecta termorezistența la puntea de măsurare conform figurii următoare:
La conexiunea pe două fire pot apărea erori destul de mari. În acest caz trece un curent prin senzor de la sursa de alimentare, firele de legătura folosite sunt comune pentru alimentare și măsurare. Odată cu creșterea temperaturii, crește și rezistența. Această creștere a rezistenței determină creșterea tensiunii (U=I*R). Rezistența care este cauza creșterii tensiunii este rezistența totală a senzorului plus rezistența introdusă de firele de legătură. Cât timp rezistența firelor rămâne constantă, nu va fi afectată măsurarea temperaturii. Rezistența firelor se modifică odată cu variația temperaturii, totuși așa cum condițiile de mediu se schimbă, așa se modifică și rezistența firelor, apărând erori. Dacă firele sunt foarte lungi, sursa de erori poate fi semnificativă. Conexiunea pe două fire e folosită numai pentru fire scurte sau pentru elemente cu rezistenta de 1.000 Ω.
La conexiunea pe trei fire un fir este comun, unul este folosit pentru alimentarea cu curent, iar al treilea este folosit pentru măsurarea potențialului la bornele termorezistenței. În cazul conexiunii rezistentei in punte există firele RL1, RL2 și RL3. RL1 și RL3 sunt folosite la alimentarea cu curent, în timp ce RL1 și RL2 sunt folosite pentru măsurarea potențialului. Rezistența R e egală cu rezistența senzorului, Rt, la o temperatură dată (de obicei mijlocul scării de temperatură) pentru a asigura echilibrarea punții. În acest caz, nici un curent nu trece prin firul central. Când crește temperatura senzorului, crește și rezistența senzorului. Astfel puntea se dezechilibrează. Va trece un curent prin firul central care va indica o temperatură de offset.
Am folosit pentru traductorul de temperatură cu termorezistență conexiunea pe 3 fire.
La conexiunea pe patru fire poate fi eliminată eroarea cauzată de rezistența firelor de legătură. Prin doua fire trece un curent constant de la o sursă de alimentare, iar între celelalte doua fire se măsoară tensiunea care cade pe termorezistență. Cu un curent constant, variația tensiunii este doar în funcție de variația rezistenței. Acest tip de conexiune este oarecum mai scump față de celelalte două configurații, dar este soluția ideală când se cere un grad înalt de precizie. 
Corpurile termometrice folosite la construcția termometrelor cu rezistență sunt metale care trebuie să îndeplinească anumite condiții:
- Coeficientul termic al rezistenței să fie mare, pentru a asigura o sensibilitate mare a termometrului;
- Conductorul să aibă o rezistivitate electrică mare, pentru a se putea utiliza un fir cât mai scurt;
- Metalul din care este confecționat conductorul electric să nu reacționeze chimic cu mediul în care se măsoară temperatura, pentru a nu își modifica proprietățile în procesul de măsurare.
Metalele care îndeplinesc cel mai bine aceste condiții sunt platina pură, nichelul pur și cuprul pur. Din acest motiv, acestea sunt metalele cele mai folosite pentru fabricarea de termometre cu rezistență.
Măsurarea rezistenței electrice a termometrului aflat la diferite temperaturi se realizează prin intermediul unei punți electrice (punte Wheastone), în care firul termometrului este chiar una din ramurile punții. Măsurarea rezistenței cu ajutorul punților electrice are o mare precizie, de aceea și precizia termometrului cu rezistență este mare (0,001 °C).